# Peter Gabriel (Scratch)

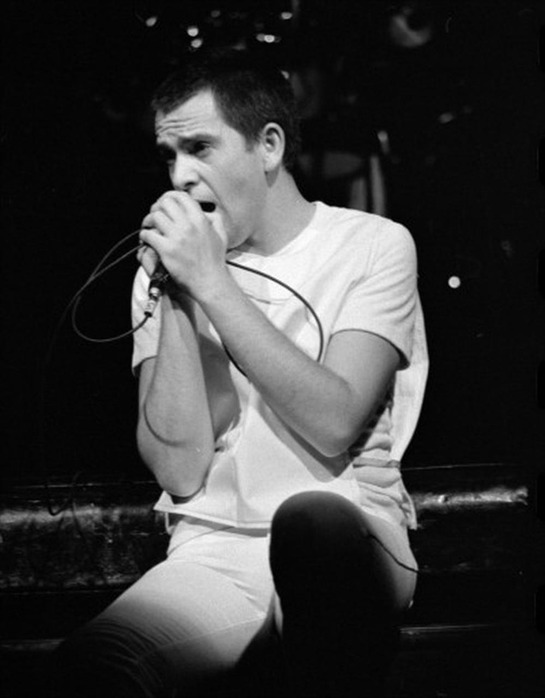
Peter Gabriel (1978)

Peter Gabriel ist das zweite reguläre Solo-Studioalbum und das zweite Album insgesamt des englischen Singer-Songwriters und Rock-Musikers Peter Gabriel und wurde am 1. Juni 1978 von Charisma Records veröffentlicht und ist das zweite von vier Alben mit demselben Titel.

## Hintergrund
In den USA trug das Album den Titel Peter Gabriel II. Das Album wird auch als Scratch bezeichnet, in Anspielung auf das von Hipgnosis gestaltete Cover.

## Entstehung
Das zweite Solo-Album mit dem Namen Peter Gabriel wurde im Winter 1977/78 in den Niederlanden und in New York City aufgenommen. Robert Fripp, der Gitarrist des ersten Albums Peter Gabriel (Car), wirkte als Musikproduzent und förderte Gabriels wachsende Faszination für Elektronik und neue Aufnahmetechniken. Das Ergebnis war ein dichteres, experimentelleres Album als das bei dem Debütalbum der Fall war.

## Titelliste
Alle Lieder wurden von Peter Gabriel geschrieben, außer wenn anders angegeben.
1. On the Air – 5:30
2. D.I.Y. – 2:37
3. Mother of Violence – 3:10 – Peter Gabriel, Jill Gabriel (Gabriels erste Frau)
4. A Wonderful Day in a One-Way World – 3:33
5. White Shadow – 5:14
6. Indigo – 3:30
7. Animal Magic – 3:26
8. Exposure – 4:12 – Peter Gabriel, Robert Fripp
9. Flotsam and Jetsam – 2:17
10. Perspective – 3:23
11. Home Sweet Home – 4:37

## Mitwirkende

### Musiker
- Roy Bittan – Keyboards (1, 3, 5, 6, 10, 11)
- Tim Cappello – Saxophon (10, 11)
- Todd Cochran (=Bayeté Umbra Zindiko) – Keyboards (2, 4, 6, 7)
- Larry Fast – Synthesizer (1, 2, 5, 7, 10)
- Robert Fripp – E-Gitarre (1, 3, 5, 10), Akustische Gitarre (5), Frippertronics (8)
- Peter Gabriel – Hauptgesang, Begleitgesang (alle), Hammondorgel (11), Klavier (2), Synthesizer (5, 7)
- Sid McGinnis – E-Gitarre, Akustische Gitarre, Mandoline, Lap-Steel-Gitarre, Begleitgesang (alle)
- Tony Levin – Bassgitarre (1, 5, 7, 8, 10, 11), Chapman Stick (2, 4, 9), Kontrabass (6), Blockflöten-Arrangement (6, 9), Begleitgesang (1, 4, 7, 10, 11)
- George Marge – Blockflöte (6, 8, 9)
- Jerry Marotta – Schlagzeug (alle außer 3), Begleitgesang (1, 4, 10, 11)

### Technisches Personal
- Marc Bessant – Grafikdesign
- Dan Blore – Schallplattenhüllen-Restaurierung
- Richard Chappell – Toningenieur
- Peter Christopherson at Hipgnosis[3] – Coverartwork, Fotografie, Design
- Fin Costello – Fotografie
- Tony Cousins – Remastering
- Larry Fast – Fotografie, Anwendungen
- Robert Fripp – Musikproduzent, Songwriter
- Jill Gabriel – Songwriterin
- Peter Gabriel – Songwriter
- Armando Gallo – Fotografie
- Michael Getlin – Toningenieur
- Edel Griffith – Assistenz-Toningenieurin
- Phil Kamin – Fotografie
- Richard Macphail – Koordinierung
- Albert Lawrence – Techniker der Ausrüstung
- Susie Millns – Design-Koordinatorin
- Brad Owen – Fotografie
- David Price – Techniker der Ausrüstung
- Dan Roe – Assistenz-Toningenieur
- Michael Ruffo – Assistenz-Toningenieur
- Steve Short – Toningenieur
- Mic Smith – Einführung, Recherche
- Ed Sprigg – Toningenieur
- Steve Tayler – Toningenieur

## Rezeption

### Rezensionen
Im New Musical Express schrieb Nick Kent: „Es gibt ein leises bemerkenswertes Talent bei der Arbeit - leise wie das langsame Brennen von Mother of Violence mit Roy Bittans Klavierwerk, das alles übertrifft, was er für Bruce Springsteen oder David Bowie gemacht hat.“

### Charts und Chartplatzierungen
Das Album verkaufte sich nicht so gut wie das erste Peter Gabriel (Car) von Peter Gabriel, erreichte aber Platz 10 in Großbritannien.

### Auszeichnungen für Musikverkäufe
| Land/Region | Auszeichnungen für Musikverkäufe (Land/Region, Auszeichnung, Verkäufe) | Verkäufe |
| ----------- | ---------------------------------------------------------------------- | -------- |
| Kanada (MC) | Platin                                                                 | 100.000  |
| Insgesamt   | 1× Platin ·                                                            | 100.000  |

Hauptartikel: Peter Gabriel/Auszeichnungen für Musikverkäufe